# Gothic
Gothic je akcijska računalniška igra z elementi igranja domišljijskih vlog, ki so jo razvili pri nemškem podjetju Piranha Bytes. Izšla je leta 2001 Razvoj igre je zasnovan kot trilogija, ki je bila zaključena s tretjim delom, Gothic 3, izdanim leta 2006. Igra ne vsebuje večigralstva in je zasnovana na enoigralski zgodbi.
Dogajanje je postavljeno v fantazijski svet, v katerem človeštvo bije boj proti rasi Orkov. Igralec prevzame vlogo obsojenca, ki je prisiljen nabirati magično rudo v rudnikih, za dostop do katerih se mora bojevati z nasprotniki. Točke, ki jih pridobi z bojevanjem in izpolnjevanjem nalog, lahko porabi za izboljšanje lastnosti svojega lika ter učenje novih sposobnosti.
Leta 2010 je izšel četrti del, Arcania: Gothic 4, ki pomembno izstopa iz serije. Razvijalci četrtega dela so namreč za razliko od prvih treh delov, Spellbound Entertainment. Igra se odvija deset let po Gothic 3, vendar ima po mnenju številnih, le malo s prvotno serijo.